# Band on the Run
《Band on the Run》은 폴 매카트니 앤 윙스의 세 번째 정규앨범이다. 1973년 12월 출시. 매카트니에 있어서는 1970년 비틀즈 해산이래 다섯 번째 앨범.
출시 초기에 있어서는 퍽 미온적인 매상을 거뒀었으나, 이후 본 앨범상의 두 곡―〈Jet〉와 〈Band on the Run〉의 싱글 히트로 1974년에는 영국 및 호주에서 가장 많이 팔린 정규앨범으로 되었다. 더불어 본작의 성공에 따라 매카트니는 비평적으로 부활하게도 되었다. 매카트니의 솔로앨범에 있어 지금껏 이 앨범의 성적을 따라잡은 히트는 없다.
본작의 대다수곡은 나이지리아의 라고스의 EMI 스튜디오에서 녹음한 것이다. 굳이 거기서 녹음을 한 것은 매카트니의 앨범을 이국적인 장소에서 만들고 싶다는 원에 의한 것. 라고스를 출발함과 동시에 드러머 데니 세이웰 및 기타리스트 헨리 맥컬로프가 윙스를 떠났으므로 녹음실에 데려간 인원이라곤 처 린다와 데니 레인 뿐이었다. 원래가 베이스를 쳤던 매카트니지만 이런 이유로 해서 드럼, 타악기, 대부분의 리드 기타 파트를 스스로 연주했다. 막상 나이지리아를 오고 보니 현지의 스튜디오는 기대 이하였으며, 또한 현지의 상황도 여의치가 못했다. 매카트니는 이곳에서 칼을 든 강도를 만나 미완성곡 및 데모 테이프를 빼앗기기까지 했다. 이후 영국으로 돌아가서 최종적 오버더빙 및 녹음을 진행했다.
서열방면에서 본작은 2000년 《Q》지 "역사상 최고의 영국 앨범" 100장 중 75위, 2012년 《롤링 스톤》지 "역사상 최고의 앨범 500장" 418위 등. 《롤링 스톤》의 존 란다우의 평가에 의하면 "존 레논의 《Plastic Ono Band》를 예외로 치자면 본작은 비틀즈로서 불렸던 음악가 4인의 솔로앨범에서 가장 우수한 앨범으로 쳐도 될 것이다".

## 참여 인원
밴드 멤버
- 폴 매카트니 – 보컬, 어쿠스틱, 전기 및 베이스 기타, 피아노, 키보드, 드럼, 타악기
- 린다 매카트니 – 키보드, 보컬
- 데니 레인 – 보컬, 어쿠스틱, 전기 및 베이스 기타, 키보드, 타악기

추가 인원
- 하위 케이시 – 색소폰
- 진저 베이커 – 타악기
- 레미 카바카 – 타악기
- 토니 비스콘티 – 오케스트레이션
- 이안 혼, 트레버 존스 – 배경 보컬
- 제프 에머릭 – 음악 프로듀서, 오디오 엔지니어